# Satoru Inoue (Maler)
Satoru Inoue (japanisch 井上 悟 Inoue Satoru; geboren 1931 in der Präfektur Tokio) ist ein japanischer Maler im Yōga-Stil.

## Leben und Wirken
Satoru Inoue machte 1958 seinen Abschluss in der Abteilung für Ölmalerei an der Universität der Künste Tokio. Bereits 1958 konnte er ein Bild auf der Ausstellungsreihe der Künstlergesellschaft „Kokugakai“ (国画会) zeigen. Im folgenden Jahr wurde er mit dem Nachwuchspreis „Shinjin-shō“ (新人賞) der Gesellschaft ausgezeichnet. 1960 schloss er das Aufbaustudium an der Universität der Künste ab. Im selben Jahr erhielt er den Ōhashi-Preis. 1960 wurde Inoue als „Freund der Kokugakai“, 1963 als Mitglied aufgenommen. 1963 hatte er seine erste Einzelausstellung in der Saegusa-Galerie (サヱグサ画廊) in Tokio.
1971 schuf Inoue die Bilder zu „Ikarosu no hōgen“ (イカロスのぼうけん) – „Das Abenteuer des Ikarus“, Illustrationen zu der Nacherzählung von Taku Miki in dem Magazin „Kodomo no tomo“. 1973 illustrierte er den Fortsetzungsroman von Akira Yoshimura „Ikka no nushi“ (一家の主) – „Das Haupt einer Familie“, der in der Zeitung Mainichi Shimbun erschien. Die Vorzeichnungen dazu waren im folgenden Jahr in einer Ausstellung zu sehen. 1974 reichte er Bilder auf der Ausstellung zum Yasui-Preis (安井賞展) ein und wurde mit dem „Kasaku-shō“ (佳作賞) ausgezeichnet.
1977 wurde Inoue Professor an der „Musashino joshi daigaku“ (武蔵野女子大学), der heutigen „Musashi-Universität“ (現武蔵野大学). Die Universität verabschiedete ihn als Meiyo Kyōju. Von 1977 bis 1986 stellte er auf der „Kokusai keizō ten“ (国際形象展) aus, von 1978 bis 1983 auf der „Guzō gendai ten“ (具象現代展), von 1979 bis 2006 auf der „Taiyō ten“ (太陽展) und in der „Galerie Nichido“ (日動展), von 1979 bis 1984 auf der „Myōnichi e no guzō ten“ (明日への具象展), von 1979 bis 2006 auf der „Setagaya bijutsu ten“(世田谷美術展).
1980 illustrierte Inoue einen weiteren Fortsetzungsroman von Yoshimura, „Hikaru hekiga“ (光る壁画) – „Das leuchtende Wandbild“, der in der Zeitung Yomiuri Shimbun abgedruckt wurde. Von 1981 bis 1985 stellte er auf der „Nihon yūsaku bijutsu ten“ (日本秀作美術展) aus. 1982 gestaltete er eine Moisaik-Wand an einem Gemeindehaus im Bezirk Setagaya (世田谷区立玉川地区会館, Setagaya kuritsu Tamagawa chiku kaikan). 1986 übernahm er einen Lehrauftrag an der „Aichi University of the Arts“ (愛知県立芸術大学, Aichi kenritsu gejutsu daigaku). 1987 beteiligte er sich an der Ausstellung „Gendai no rafu ten“ (現代の裸婦展). 1989 folgte eine Einzelausstellung in der Galerie Nichido. 2005 wurde Inoue mit der staatlichen Ehrenmedaille ausgezeichnet. 2006, 2010 und 2015 folgten weitere Einzelausstellungen an verschiedenen Orten der Galerie Nichido.
Inoues Werk ist, vor allem in den späteren Jahren, gekennzeichnet durch die Betonung der Fläche in einer Art Anlehnung an die Naive Malerei.